# Хоули, Джон Стрэттон
Джон Стрэ́ттон Хо́ули (англ. John Stratton Hawley; род. 27 августа 1941, Скенектади, Нью-Йорк, США) — американский индолог, профессор кафедры религиоведения Барнард-колледжа, директор Института Южной Азии Колумбийского университета. Член Американской академии искусств и наук. Лауреат ряда наград и грантов от Смитсоновского института, Фонда Гуггенхайма и Американского института индийских исследований. Хоули является автором или автором-составителем 16 книг на темы кришнаизма, индуистской поэзии и агиографии, современного индуизма.

## Направления научных исследований
Традиции бхакти Северной Индии, в особенности культ Кришны и Радхи (Радхи-Кришны).

## Биография
Родился 27 августа 1941 года в городе Скенектади, штат Нью-Йорк, США. В 1963 году получил степень бакалавра по европейской истории в Амхерстском колледже, а в 1966 году — степень магистра богословия в Объединённой теологической семинарии при Колумбийском университете, где защитил диссертацию на тему «Еврейская Библия». Затем занимался научно-исследовательской деятельностью в Еврейском университете в Иерусалиме (1966—1967), Делийском университете (1972), Бенаресском индуистском университете (1973—1974). В 1977 году защитил докторскую диссертацию по сравнительному религиоведению и индуизму в Гарвардском университете. Тема диссертации: Krishna, the Butter Thief («Кришна, воришка масла»).
В 1977—1978 гг. занимал должность ассистент-профессора религии в Боудин-колледже, затем перешёл работать в Вашингтонский университет. 1978—1982 гг. — ассистент-профессор азиатских языков и литературы, 1982—1984 гг. — ассоциированный профессор, 1984—1986 гг. — профессор. В 1986 году перешёл в Барнард-колледж Колумбийского университета, где занял должность профессора кафедры религиоведения.
Работает над монографиями Sur’s Ocean (перевод с хинди поэтического сборника «Сурсагар») и India’s Real Religion: The Idea of the Bhakti Movement. Последняя посвящена теме бхакти и, в частности, «деконструкции и реконструкции одного из основных способов, используемого индийцами для описания своей религиозной истории».

## Личная жизнь
Женат. Имеет дочь. Живёт в Нью-Йорке.

## Избранная библиография

### Монографии
- John S. Hawley, Shrivatsa Goswami. At Play with Krishna: Pilgrimage Dramas from Brindavan. — Princeton, NJ: Princeton University Press, 1981. — xvi, 339 p. — ISBN 0691064709.
- John S. Hawley. Three Bhakti Voices: Mirabai, Surdas, and Kabir in Their Times and Ours. — New Delhi: Oxford University Press, 2005. — xxiii, 439 p. — ISBN 019567085X. (недоступная ссылка)
- John S. Hawley. A Storm of Songs: India and the Idea of the Bhakti Movement. — Cambridge, Massacusetts: Harvard University Press, 2015. — 464 p. — ISBN 9780674187467.

### Сборники статей (редактор-составитель)
- John S. Hawley. Fundamentalism and Gender. — New York: Oxford University Press, 1994. — vi, 220 p. — ISBN 0195082621.
- Kimberley C. Patton, John S. Hawley. Holy Tears: Weeping In The Religious Imagination. — Princeton, NJ: Princeton University Press, 2005. — xii, 317 p. — ISBN 0691114447.
- John S. Hawley, Vasudha Narayanan. The Life of Hinduism. — Berkeley: University of California Press, 2006. — xiii, 324 p. — (The Life of Religion). — ISBN 0520249143.

### Статьи и главы в книгах
- John S. Hawley. Krishna's Cosmic Victories // Journal of the American Academy of Religion. — Oxford University Press, 1979. — Вып. 47, № 2. — С. 201-221. — JSTOR 1463249.
- John S. Hawley. Thief of Butter, Thief of Love // History of Religions[англ.]. — University of Chicago Press, 1979. — Вып. 18, № 3. — С. 203-220. — JSTOR 1062409.
- John S. Hawley. The Early Sūr Sāgar and the Growth of the Sūr Tradition // Journal of the American Oriental Society[англ.]. — American Oriental Society[англ.], 1979. — Вып. 99, № 1. — С. 64-72. — JSTOR 598950.
- John S. Hawley. Scenes from the Childhood of Kṛṣṇa on the Kailāsanātha Temple, Ellora // Archives of Asian Art[англ.]. — University of Hawaii Press[англ.] for the Asia Society[англ.], 1981. — Вып. 34. — С. 74-90. — JSTOR 20111118.
- John S. Hawley. Yoga and Viyoga: Simple Religion in Hinduism // Harvard Theological Review[англ.]. — Cambridge University Press, 1981. — Вып. 74, № 1. — С. 1-20. — JSTOR 1509763.
- John S. Hawley. The Music in Faith and Morality // Journal of the American Academy of Religion. — Oxford University Press, 1984. — Вып. 52, № 2. — С. 243-262. — JSTOR 1463998.
- John S. Hawley. Krishna and the Birds // Ars Orientalis. — Smithsonian Institution, 1987. — Вып. 17. — С. 137-161. — JSTOR 4629359.
- John S. Hawley. Author and Authority in the Bhakti Poetry of North India // The Journal of Asian Studies[англ.]. — Association for Asian Studies[англ.], 1988. — Вып. 47, № 2. — С. 269-290. — JSTOR 2056168.
- John S. Hawley. Naming Hinduism // The Wilson Quarterly[англ.]. — Woodrow Wilson International Center for Scholars, 1991. — Вып. 15, № 3. — С. 20-34. — doi:10.2307/40258117. — JSTOR 40258117.
- John S. Hawley, Wayne Proudfoot. Introduction // John S. Hawley Fundamentalism and Gender. — New York: Oxford University Press, 1994. — С. 3-47. — ISBN 0195082621.
- John S. Hawley. Hinduism: Satī and Its Defenders // John S. Hawley Fundamentalism and Gender. — New York: Oxford University Press, 1994. — С. 79-110. — ISBN 0195082621.
- John S. Hawley. Dispatches From the Battlefield of Love // Journal of Vaishnava Studies. — 1997. — Вып. 5, № 4. — С. 139-162.
- John S. Hawley. Who Speaks for Hinduism: And Who Against? // Journal of the American Academy of Religion. — Oxford University Press, 2000. — Вып. 68, № 4. — С. 711-720. — doi:10.2307/1465851. — JSTOR 1465851.
- John S. Hawley. Modern India and the Question of Middle-Class Religion // International Journal of Hindu Studies[англ.]. — Springer, 2001. — Вып. 5, № 3. — С. 217-225. — JSTOR 20106776.
- John S. Hawley. The Damage of Separation: Krishna’s Loves and Kali’s Child // Journal of the American Academy of Religion. — Oxford University Press, 2004. — Вып. 72, № 2. — С. 369-393. — doi:10.2307/40005810. — JSTOR 40005810.
- John S. Hawley. Dramas of Estrangement: Christ and Krishna // Journal of Vaishnava Studies. — 2004. — Вып. 13, № 1. — С. 5-9.
- Kimberley C. Patton, John S. Hawley. Introduction // Kimberley C. Patton, John S. Hawley Holy Tears: Weeping In The Religious Imagination. — Princeton, NJ: Princeton University Press, 2005. — С. 1-24. — ISBN 0691114447.
- John S. Hawley. The Gopīs' Tears // Kimberley C. Patton, John S. Hawley Holy Tears: Weeping In The Religious Imagination. — Princeton, NJ: Princeton University Press, 2005. — С. 94-111. — ISBN 0691114447.
- John S. Hawley. Introduction // International Journal of Hindu Studies[англ.]. — Springer, 2007. — Вып. 11, № 3. — С. 209-225. — JSTOR 25691065.
- John S. Hawley. The Four Sampradāyas: Ordering the Religious Past in Mughal North India // South Asian History and Culture. — Routledge, 2011. — Вып. 2, № 2. — С. 160-183. — doi:10.1080/19472498.2011.553491.

### Рецензии
- John S. Hawley. Hindu Epics, Myths and Legends in Popular Illustrations by Vassilis G. Vitsaxis // The Journal of Asian Studies[англ.]. — Association for Asian Studies[англ.], 1979. — Вып. 39, № 1. — С. 189-190. — doi:10.2307/2053545. — JSTOR 2053545.
- John S. Hawley. Poems to the Child-God: Structures and Strategies in the Poetry of Sūrdās by Kenneth E. Bryant, Sūrdās // Journal of the American Oriental Society[англ.]. — American Oriental Society[англ.], 1980. — Вып. 100, № 2. — С. 160-161. — doi:10.2307/601061. — JSTOR 601061.
- John S. Hawley. Kabir: The Apostle of Hindu-Muslim Unity: Interaction of Hindu-Muslim Ideas in the Formation of the Bhakti Movement with Special Reference to Kabir, the Bhakta by Muhammad Hedayetullah // The Journal of Asian Studies[англ.]. — Association for Asian Studies[англ.], 1980. — Вып. 39, № 2. — С. 385-386. — doi:10.2307/2054322. — JSTOR 2054322.
- John S. Hawley. The Child and the Serpent: Reflections on Popular Indian Symbols by Jyoti Sahi // The Journal of Asian Studies[англ.]. — Association for Asian Studies[англ.], 1982. — Вып. 41, № 4. — С. 872-873. — doi:10.2307/2055494. — JSTOR 2055494.
- John S. Hawley. Krishna, the Divine Lover: Myth and Legend through Indian Art by Anna L. Dallapiccola // Journal of the American Academy of Religion. — Oxford University Press, 1984. — Вып. 52, № 1. — С. 186-187. — doi:10.2307/1463720. — JSTOR 1463720.
- John S. Hawley. Drama as a Mode of Religious Realization: The Vidagdhamādhava of Rūpa Gosvāmī by Donna M. Wulff // Journal of the American Academy of Religion. — Oxford University Press, 1986. — Вып. 54, № 3. — С. 621. — ISSN 0002-7189. — doi:10.2307/1464611. — JSTOR 1464611.
- John S. Hawley. Religious Nationalism: Hindus and Muslims in India by Peter van der Veer // History of Religions[англ.]. — University of Chicago Press, 1997. — Вып. 33, № 4. — С. 389-391. — JSTOR 3176490.
- John S. Hawley. Kālī's Child: The Mystical and the Erotic in the Life and Teachings of Ramakrishna by Jeffrey J. Kripal // History of Religions[англ.]. — University of Chicago Press, 1998. — Вып. 37, № 4. — С. 401-404. — JSTOR 3176403.
- John S. Hawley. Ashes of Immortality: Widow-Burning in India by Catherine Weinberger-Thomas, Jeffrey Mehlman, David Gordon White // The Journal of Religion[англ.]. — University of Chicago Press, 2001. — Вып. 81, № 2. — С. 340-342. — JSTOR 1205586.
- John S. Hawley. The Final Word: The Caitanya Caritāmṛta and the Grammar of Religious Tradition. By Tony K. Stewart // Journal of the American Academy of Religion. — Oxford University Press, 2011. — Вып. 79, № 1. — С. 251-254. — ISSN 0002-7189. — doi:10.1093/jaarel/lfq097.